# Pomnik generała Jerzego Ziętka w Katowicach
Pomnik generała Jerzego Ziętka – pomnik w Katowicach-Śródmieściu, odsłonięty 19 listopada 2005 roku, w przeddzień 20. rocznicy śmierci byłego wojewody generała Jerzego Ziętka (Jorga), znajdujący przy katowickim rondzie jego imienia.
Niedługo po odsłonięciu nieznani sprawcy ukradli element pomnika – laskę. Została ponownie przytwierdzona, tym razem wzmocniono ją stalowym prętem. Pomnik znajduje się w Parku Powstańców Śląskich. Autorem pomnika jest prof. Kazimierz Gustaw Zemła.
Elementem dekoracyjnym jest górnośląski orzeł.
Napis na tablicy dedykacyjnej:

SPOŁECZEŃSTWO WOJEWÓDZTWA ŚLĄSKIEGO
WZNIOSŁO TEN POMNIK
W DWUDZIESTĄ ROCZNICĘ ŚMIERCI
JERZEGO ZIĘTKA
POWSTAŃCA, WOJEWODY, GOSPODARZA,
MĘŻA STANU, GENERAŁA
DLA WYRAŻENIA NAJWYŻSZEGO UZNANIA
TEMU, KTÓRY CAŁYM ŻYCIEM
SŁUŻYŁ LUDZIOM I UKOCHANEJ ZIEMI ŚLĄSKIEJ
KATOWICE, 20.11.2005 R.